# Золотая медаль имени Н. И. Пирогова
Золота́я меда́ль и́мени Н. И. Пирого́ва — награда Российской академии наук. Раз в два года присуждаются две золотых медали — одна российскому и одна иностранному учёным за выдающиеся работы в области медицины. Одна из двух наград РАН, вручаемых иностранцам.

## История медали
Большая золотая медаль имени Н. И. Пирогова учреждена постановлением Президиума Российской академии наук от 17 марта 2015 года с указанием, что медаль присуждается ежегодно по представлению Отделения медицинских наук РАН за выдающиеся работы в области медицины. Первым годом присуждения медали установлен 2017 год.
Медаль имеет форму круга диаметром 50 мм, и толщиной 3-4 мм, на лицевой стороне медали — барельефный портрет Н. И. Пирогова и выпуклая надпись «Николай Иванович Пирогов (1810—1881)». Медаль изготовляется из золота.
С 2025 года награда вручается раз в два года.

## Награждённые учёные
- 2017
  -  Александр Николаевич Коновалов — за фундаментальные и прикладные исследования в области нейрохирургии, неврологии, клинической физиологии нервной системы и разработку нового направления — микронейрохирургия
  -  Маджид Самии[4] — за работы фундаментального характера в области нейроонкологии, реконструктивной нейрохирургии и микронейрохирургии с использованием современного высоко технологического комплекса навигационных и мониторинговых методик
- 2018
  -  Ренат Сулейманович Акчурин — за фундаментальные и прикладные исследования в области кардиохирургии и микрохирургии
  -  Аксель Хаверих[нем.] — за фундаментальные и прикладные исследования в области торакальной, сердечной и сосудистой хирургии
- 2019[5]
  -  Алексей Георгиевич Баиндурашвили и  Франц Гриль[вд] — за фундаментальные и прикладные исследования в области детской травматологии и ортопедии
- 2020
  -  Александр Иванович Арчаков — за фундаментальные и прикладные исследования в области постгеномных технологий, нанобиотехнологий и протеомики
  -  Маркус Мюллер[нем.] — за фундаментальные и прикладные исследования в области клинической фармакологии
- 2021[6]
  -  Валерий Иванович Сергиенко — за фундаментальные и прикладные исследования в области физико-химической медицины, биомедицинской электрохимии, фармакологии, а также развитие наследия Н. И. Пирогова
  -  Антонио Лломбарт-Бош[вд] — за выдающийся вклад в изучение процессов канцерогенеза в эксперименте и клинике
- 2022[7]
  -  Владимир Алексеевич Порханов и  Жильбер Массар[вд] — за фундаментальные и прикладные исследования в области торакальной и сердечно-сосудистой хирургии с развитием инновационных научно-технологических и организационных решений в оказании медицинской помощи, снижения заболеваемости и смертности среди населения
- 2023
  -  Иван Иванович Дедов — за научные исследования в области фундаментальной и клинической эндокринологии и диабетологии, реализацию и внедрение инновационных научно-технологических и организационных решений в оказании специализированной медицинской помощи, снижения заболеваемости, инвалидности и смертности среди населения от болезней эндокринной системы
  -  Рудольф Валента[вд] — за научные исследования в области молекулярной аллергологии и иммунологии с развитием инновационных научно-технологических и организационных решений в оказании медицинской помощи, снижения заболеваемости и смертности среди населения
- 2024
  -  Александр Григорьевич Румянцев — за научные исследования в области детской онкологии, гематологии и иммунологии, за реализацию и внедрение инновационных научно-технологических и организационных решений в оказании специализированной медицинской помощи, снижении заболеваемости, инвалидности и смертности среди населения от генетических и онкогематологических заболеваний
  -  Ханс-Дитер Окс[нем.] — за научные исследования в области молекулярной биологии и иммунологии с развитием инновационных решений в оказании медицинской помощи, снижении заболеваемости и смертности среди населения